# Schloss Biziker
Schloss Biziker (polnisch Murowany pałac w Biesiekierzu) ist ein Herrenhaus auf dem Gut Biziker (polnisch Biesiekierz) in Hinterpommern.
Der Backsteinbau wurde um die Wende vom 19. zum 20. Jahrhundert für die Gutsbesitzer-Familie Gerlach erbaut. Das eklektische Gebäude auf L-förmigem Grundriss besteht aus einem zweistöckigen Hauptbau und einem einstöckigen Seitenflügel mit Walmdach bzw. Schopfwalmdach. Im Winkel zwischen dem Hauptbau und dem Flügel steht ein achteckiger Turm mit einer Aussichtsplattform und einem kleineren Aufbau mit Helm. Das Portal ist Teil eines einstöckigen Vorbaus, der im Obergeschoss einen Austritt bietet.
Das Herrenhaus liegt inmitten eines gepflegten Landschaftsparks.